# Mathias Mossberg
Mathias Mossberg, född 30 juni 1945 och död 5 juli 2024 var en svensk diplomat och författare.

## Biografi
Mossberg var från Uppsala. Han studerade till jur. kand. och fil. kand. vid Uppsala universitet.
Under sin tjänstgöring på Utrikesdepartementet arbetade han bl a i Moskva, Genève och New York samt som chef för UD:s analysenhet. Han arbetade under 1980-talet nära utrikesminister Sten Andersson med att uppmuntra fredstrevare mellan israeler och palestinier. Han var Sveriges ambassadör i Rabat, Marocko 1994–1996.
Han har varit huvudsekreterare i två offentliga utredningar med säkerhetspolitiskt tema, Perspektiv på ubåtsfrågan (SOU 2001:85) och Fred och säkerhet: säkerhetspolitiska utredningen (SOU 2002:108), och han utredde 2018–2019 UD:s hantering av Dag Hammarskjölds död.
Mossberg har under 2000-talet framför allt gjort sig känd och omstridd som debattör i frågan om 1980-talets ubåtsintrång. I flera artiklar samt i boken I mörka vatten (2009) har han drivit tesen att intrången inte genomfördes av sovjetiska ubåtar, utan att det i själva verket rörde sig om att västmakter agerade i hemligt samförstånd med ledande svenska militärer, för att vilseleda och piska upp en antisovjetisk stämning i Sverige. Denna uppfattning vann inget stöd i den ubåtsutredning i vilken Mossberg medverkade år 2001, och den har blivit starkt ifrågasatt av andra debattörer. Personer som medverkade i ubåtsjakten har beskrivit dessa idéer som konspirationsteorier, och de motstridiga uppfattningarna har lett till flera replikskiften i tidningar och tidskrifter.
År 2023 gav han ut Vännen som svek. Sverige och Palestinafrågan från Erlander till Kristersson. Stina Oscarson menar i sin recension att Mossberg genom att under många år varit delaktig i det politiska skeendet har goda kunskaper i ämnet. Hon beskriver att boken med sin översikt ända från Erlander till Kristersson blir en välgörande allmänbildning i spelet runt en konflikt som många har svårt att greppa. Hon ifrågasätter dock bokens avslutande kapitel med Mossbergs hänvisningar till Lenins sätt att betrakta den politiska kampen.